# INPEX
株式会社INPEX（インペックス、英: INPEX CORPORATION）は、東京都港区赤坂に本社を置く、国内外で石油・天然ガス等の鉱業資源の権益を持つ大手石油開発企業である。旧社名は国際石油開発帝石株式会社。
2020年フォーブス・グローバル2000にて世界で597番目に大きな株式会社とされた。日経平均株価およびJPX日経インデックス400の構成銘柄の一つ。

## 概要
国際石油開発と帝国石油の経営統合により、2006年（平成18年）に株式移転にて発足した国際石油開発帝石ホールディングス株式会社（英：INPEX Holdings, Inc、略称：国際帝石HD、INPEX HD）を前身とする。2008年（平成20年）、国際石油開発・帝国石油の両社を吸収合併し、国際石油開発帝石株式会社へ変更した。英称の「INPEX CORPORATION」は国際石油開発（International Petroleum Explorationの略から）のものを継承している。2021年（令和3年）4月1日、株式会社INPEXに社名変更した。
エネルギーの安定確保の面から、黄金株を発行しながらも唯一東京証券取引所（東証）への上場が認められている。筆頭株主は経済産業大臣である。本社は東京都港区赤坂五丁目の赤坂Bizタワー。

## 株主
主な株主は、経済産業大臣と石油資源開発株式会社（JAPEX）である。
INPEXの前身である国際石油開発は元々国策会社として設立されたため、石油公団が普通株36.06%と黄金株1株を保有していた。石油公団が2005年（平成17年）4月1日に解散すると、その株式は経済産業大臣が継承していた。国際石油開発と帝国石油の経営統合による株式移転で、普通株式1株に対して1株、甲種類株式（黄金株）1株に対し1株が経済産業大臣へ割り当てられている。

## 沿革
（旧国際石油開発および帝国石油はそれぞれの項目参照）
- 2005年（平成17年）11月5日 - 国際石油開発と帝国石油が経営統合を発表。
- 2006年（平成18年）4月3日 - 両社の株式移転により、国際石油開発帝石ホールディングス株式会社設立。本社は東京都渋谷区恵比寿4丁目。
- 2008年（平成20年）10月1日 - 国際石油開発帝石株式会社に社名変更し、国際石油開発と帝国石油を合併。本社を港区赤坂五丁目に移転。
- 2012年（平成24年）
  - 1月13日 - 豪州イクシスLNGプロジェクトの最終投資決定を発表。
  - 7月 - 帝石プロパンガスを東京ガスエネルギー（現・エネライフ）に統合、同社は東京ガスと国際石油開発帝石の合弁となる。
- 2013年（平成25年）12月9日 - 直江津LNG基地（新潟県上越市）の竣工を発表。
- 2016年（平成28年）10月21日 - 富山ライン（天然ガスパイプライン）建設工事の竣工式開催を発表。
- 2018年（平成30年）
  - 3月9日 - アラブ首長国連邦にある油田権益のうちアブダビ沖の海上油田下部ザクム油田（Lower Zakum oil field）の権益を2058年まで40年間延長。アブダビ側に6億ドルを支払い、産出する原油の10パーセントを優先的に調達できる[9][10][11]。
  - 10月23日 - イクシスLNGプロジェクト[12]の液化天然ガス（LNG）の出荷開始を発表。
- 2021年（令和3年）4月1日 - 株式会社INPEXに社名変更。
- 2022年（令和4年）
  - 4月4日 - 東京証券取引所の市場区分見直しに伴い、市場第一部からプライム市場へ移行。
  - 6月1日 - 東京ガスリキッドホールディングスと共に東京ガスエネルギーの株式を岩谷産業へ譲渡。それに伴い東京ガスエネルギーはエネライフに改称。
- 2024年（令和6年）
  - 6月19日 - 子会社として、株式会社INPEX JAPANを設立。
  - 10月1日 - 国内の中核事業を、株式会社INPEX JAPANへ吸収分割により継承させる。

## 歴代社長
| 代数 | 氏名     | 就任日 | 退任日 | 備考               |
| ---- | -------- | ------ | ------ | ------------------ |
| 1    | 黒田直樹 | 2005年 | 2010年 | 旧国際石油開発社長 |
| 2    | 北村俊昭 | 2010年 | 2018年 |                    |
| 3    | 上田隆之 | 2018年 | 現職   |                    |

## 主要事業所
- 技術本部 リサーチユニットイノベーション本部 I-RHEXユニット 東京都世田谷区北烏山九丁目23番30号

### INPEX JAPANに移管された主要事業所
- 直江津LNG基地	新潟県上越市八千浦12番地
- 東日本鉱業所 本部 新潟県新潟市中央区東大通一丁目3番1号INPEX新潟ビル
  - 秋田鉱場	秋田県秋田市八橋大道東2番1号
  - 千葉鉱場	千葉県山武市成東3319番地
  - 南阿賀鉱場 新潟県阿賀野市下黒瀬1175番地
  - 長岡鉱場	新潟県長岡市来迎寺字原2943番地